# Genowefa Brzostowska
Kastellanin Genowefa Brzostowska (ca. 1725–1792) war eine polnische Diplomatin. Sie wurde als Tochter des Jozef Tadeusz Ogiński und seiner Frau Anna Wisniowecki geboren. Ihr Bruder war Michał Kazimierz Ogiński.

## Leben
1743 heiratete sie den Starosten von Daugai (heute Litauen), Adam Brzostowski, mit dem sie vier Söhne hatte. Maria Theresia verlieh ihr 1749 den Sternkreuzorden. Sie befreundete sich mit Bischof Adam Stanisław Krasiński und weilte mit diesem von 1770 bis 1772 in Dresden, um gemeinsam für die Konföderation von Bar zu werben. Hier wohnte sie im selben Haus wie Hofuhrmacher Jean François Poncet, der sie die „Seele der Konföderation“ nannte, und der Diplomat Zuckmantel. Sie gewann das Vertrauen der Kurfürstin-Witwe Maria Antonia Walpurgis, beeinflusste die sächsische Politik, bekämpft von Minister Carl von der Osten-Sacken sowie russischen und englischen Diplomaten. Die französischen Diplomaten unterstützten sie in ihrem Bestreben, einen Sachsen auf den polnischen Thron zu bringen.
1775 kehrte sie noch einmal nach Dresden zurück, diesmal in Begleitung des Abenteurers Stefano Zannowich, der hier seine Werke bei Georg Conrad Walther veröffentlichte. Sie begleitete ihn auch nach Berlin.